# Nosoderma diabolicum
Nosoderma diabolicum (trước đây gọi là Phloeodes diabolicus) là một bọ cánh cứng thuộc họ Zopheridae.

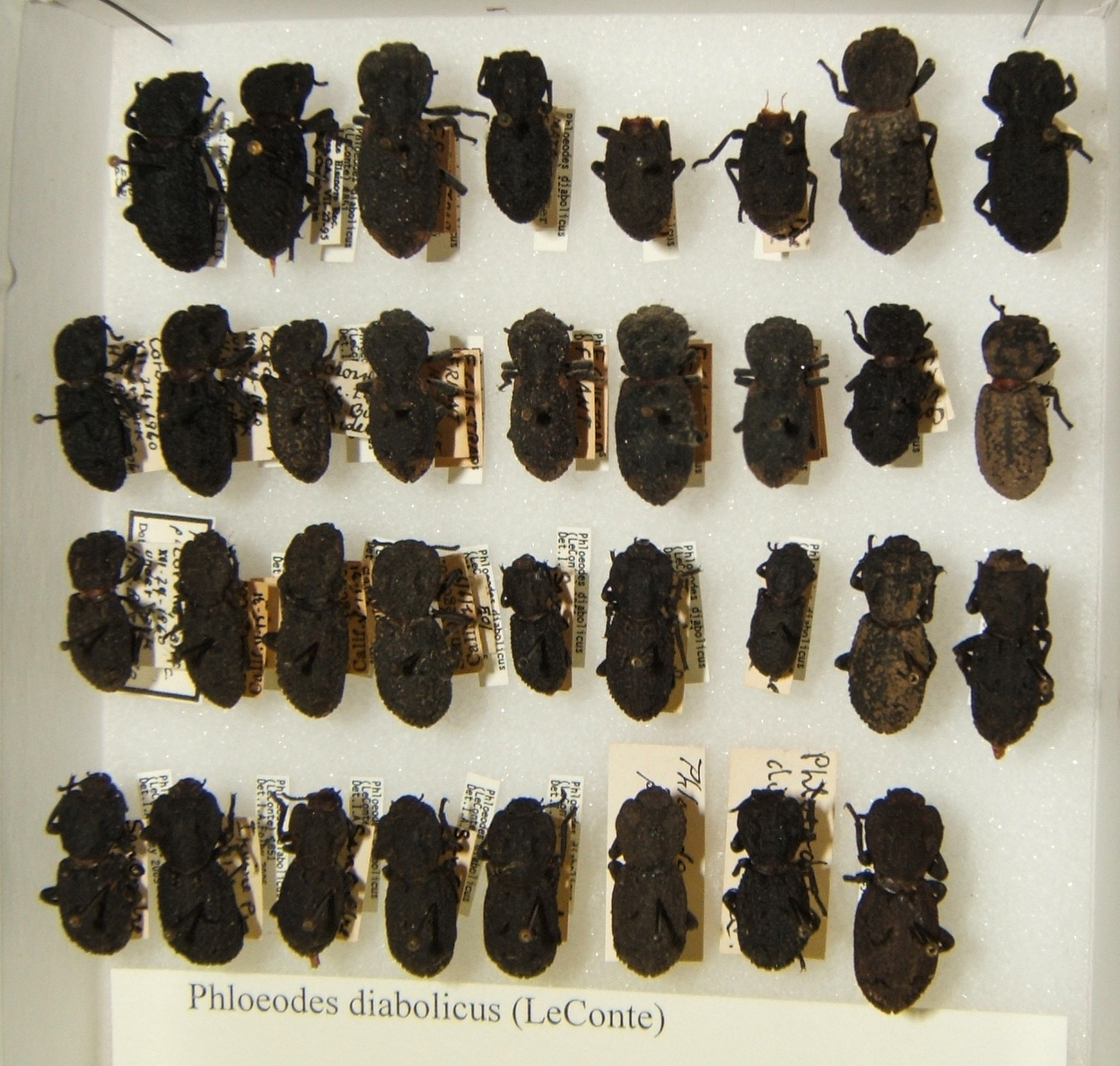